# Calixa Lavallée

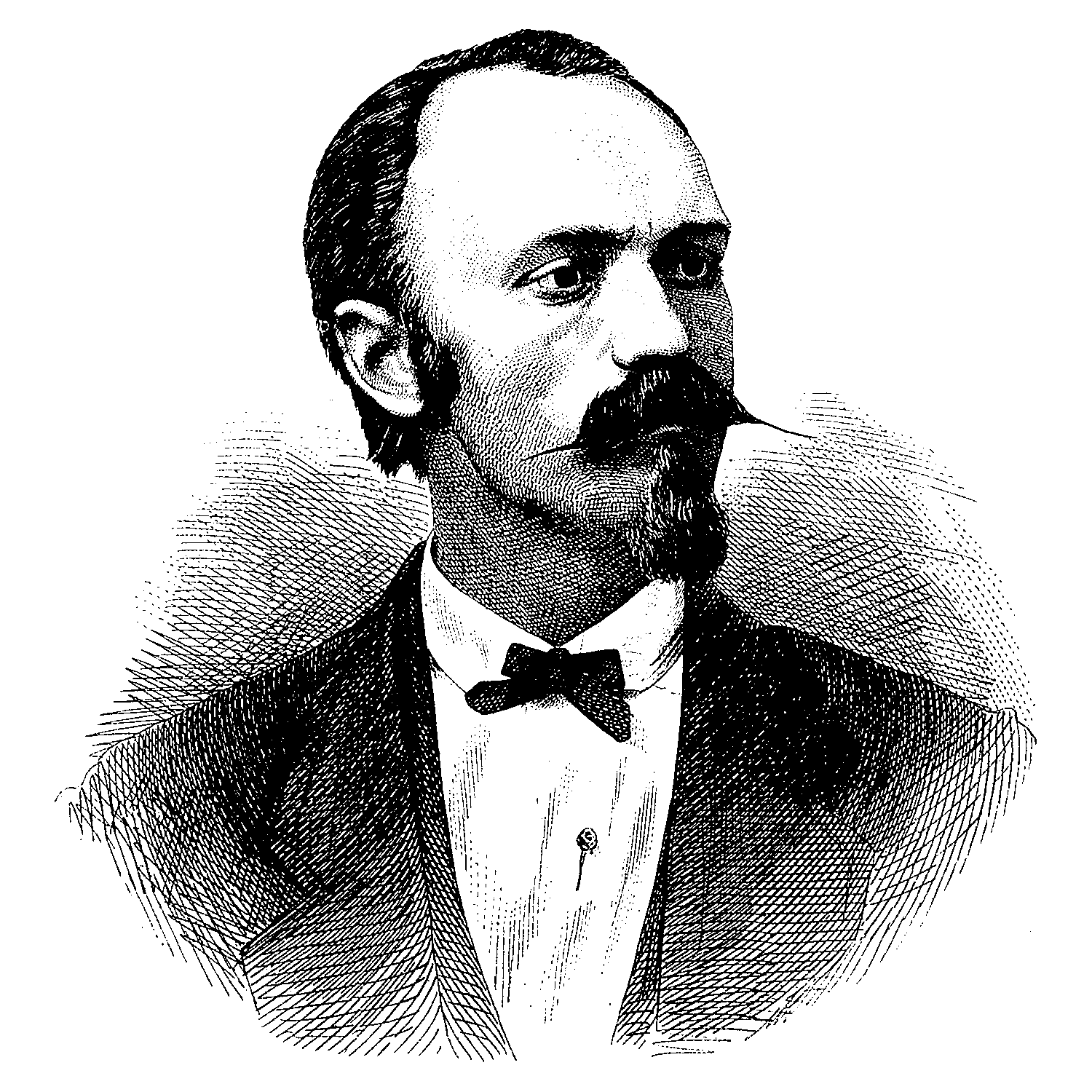
Calixa Lavallée

Calixa Lavallée (geboren als Callixte Lavallée; * 28. Dezember 1842 bei Verchères in Québec; † 21. Januar 1891 in Boston; Vereinigte Staaten) war ein französisch-kanadischer Musiker, der unter anderem die kanadische Nationalhymne O Canada komponierte.

## Leben und Wirken
Calixa Lavallées Vorfahren stammten väterlicherseits aus dem Poitou in Frankreich, mütterlicherseits aus Schottland. Seine musikalischen Interessen wurde schon in seiner Kindheit von seinem Vater Augustin Lavallée geweckt. Dieser hatte eine Schmiede, in welcher er auch Instrumente herstellte, und unterrichtete seinen Sohn im Klavier-, Orgel- und Geigenspiel. In Montreal nahm er bei Paul Letondal und Charles Wugk Sabatier Klavierunterricht.
1857 ging Calixa Lavalleé in die Vereinigten Staaten und gewann einen Wettbewerb in New Orleans und hatte die Möglichkeit als Begleiter eines spanischen Geigers nach Südamerika und Mexiko zu reisen. Im September 1861 trat er in Providence der Union Army bei. Während des Bürgerkrieges soll er verletzt worden sein, was auch der Grund für seine vorzeitige ehrenhafte Entlassung aus der Armee im Oktober 1862 sein kann.
Lavallée kam danach nach Kanada zurück und gab im Januar 1864 ein Konzert in Montreal. Jedoch zog es ihn kurz danach schon wieder zurück in die Staaten nach New Orleans, danach nach San Diego und nach Neu England. 1867 heiratete er Josephine Gently in Lowell in Massachusetts, mit welcher er 4 Söhne bekam.
Nun zog Lavalée nach Boston und arbeitete als Lehrer. Es wird angenommen, dass seine Oper „TIQ, the Indian question settled at last“ um diese Zeit geschrieben wurde. 1870 wurde Calixa Lavallée Direktor des Grand Opera House in New York. Für dieses komponierte er die Operette Loulou. Sie wurde 1872 erstmals aufgeführt, als jedoch James Fisk, Besitzer des Grand Opera House, ermordet wurde, wurde die Produktion eingestellt und Lavallée verlor seine Arbeitsstelle.
Er ging nach Montreal zurück, verbrachte aber die Jahre 1873–1875 in Paris, um sich weiterzubilden. Er hatte Klavierunterricht bei Antoine François Marmontel, und auch die Komponisten François Bazin und Louis Boïeldieu, der Sohn von François-Adrien Boïeldieu, gehörten zu seinen Lehrern.
Ab 1875 arbeitete er, wieder in Montreal, mit Frantz Jehin-Prume sowie dessen Frau Rosita del Vecchio zusammen und wirkte bis 1879 als Chorleiter an der Kirche Saint-Jacques de Montréal. Im selben Jahr komponierte er in Québec für John Campbell, 9. Duke of Argyll, den Generalgouverneur von Kanada, und dessen Frau Louise, Duchess of Argyll, eine Auftragskantate, die mit Erfolg uraufgeführt wurde, ihm aber hohe finanzielle Schulden einbrachte.
Für ein nationales Treffen der Frankokanadier schrieb er zudem das Lied O Canada, das nach der Uraufführung am 24. Juni 1880 in Québec bald große Popularität auch im englischen Landesteil erlangte und hundert Jahre später mit verändertem Text am 1. Juli 1980 zur Nationalhymne Kanadas gekürt wurde.
Lavallée ging 1881 erneut in die USA, wo seine komische Oper The Widow in mehreren Städten aufgeführt wurde. Er lehrte ab 1882 in Boston an der Carlyle Petersilea Music Academy, war als Chorleiter tätig und brachte 1883 die melodramatische Musiksatire TIQ (The Indian Question Settled At Last) heraus. Er organisierte 1884 in Cleveland, Ohio, ein ausschließlich amerikanischen Komponisten gewidmetes Konzert, das erste seiner Art. 1886 wurde er zum Präsidenten der Music Teachers’ National Association gewählt.
Lavallée starb am 21. Januar 1891 in Boston. Seit 1933 befindet sich seine Grabstätte auf dem Friedhof Notre-Dame-des-Neiges in Montreal.
Neben drei Opern und drei Ouvertüren komponierte Lavallée einen Trauermarsch sowie Salonmusik.

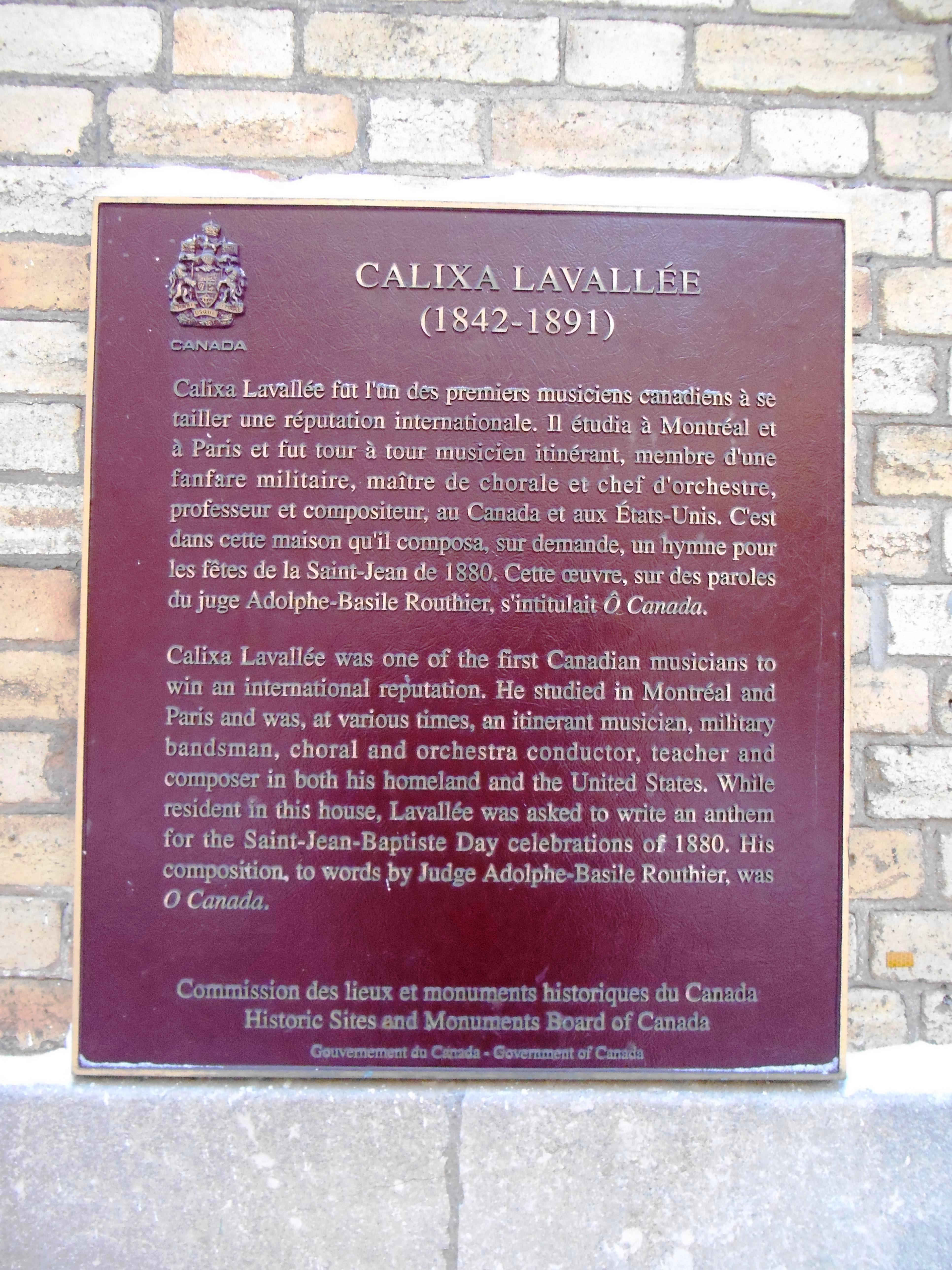
Erinnerungstafel in Québec

Die kanadische Bundesregierung, vertreten durch den für das Historic Sites and Monuments Board of Canada zuständigen Minister, ehrte Lavallée am 25. Mai 1966 für sein Wirken und erklärte ihn zu einer „Person von nationaler historischer Bedeutung“. An die Ehrung erinnert eine Tafel in Québec.